# Перворєченське
Первореченське — село в Дінському районі Краснодарського краю. Центр Первореченського сільського поселення.
Населення — 2 876 мешканців (2002).
Первореченське лежить у південно-східної частині Дінського району за 10 км від центру станиці Дінської й у 30 кілометрів на схід від міста Краснодар, уздовж ріки Кочети-1.
Спочатку село Первореченське називалося Хутір 1-ша річка Кочети на його території існувало чотири колгоспи: «Колгосп їм. Сабалдаєва» (пізніше його переймінували на колгосп «Трудова комуна»), «Колгосп ім. Калініна», колгосп «Путиловец», колгосп «Красний комбайн», які у 1952 році об'єднали у єдиний колгосп імені Калініна. У 1962 році він перейменований на колгосп «Побєда».